# Paul Anderson (sportiv)
Paul Anderson (n. 17 octombrie 1932, Toccoa⁠(d), Georgia, SUA – d. 15 august 1994, Vidalia⁠(d), Georgia, SUA) a fost un halterofil ce a reprezentat Statele Unite ale Americii, medaliat olimpic. A participat la o ediție a Jocurilor Olimpice (1956) în care a câștigat o medalie de aur.

## Participări
Lista de mai jos prezintă principalele competiții la care a participat Paul Anderson de-a lungul carierei.
- weightlifting at the 1956 Summer Olympics – men's +90 kg[*]